# 戴仁 (成化進士)
戴仁（1432年—？），字以德，應天府句容縣人，明朝政治人物。民籍，治《易經》。

## 生平
十二月二十二日生，行一。由國子生中式應天府鄉試第八名舉人，會試中式第十六名。年三十五歲中式成化二年丙戌科第三甲第二百二十九名進士。

## 家族
曾祖戴彥斌；祖戴本和；父戴睿；母蔡氏。具慶下，妻朱氏，弟儀；儒；佩。